# Madian (köpinghuvudort i Kina)
Madian är en köpinghuvudort i Kina. Den ligger i provinsen Jiangsu, i den östra delen av landet, omkring 110 kilometer öster om provinshuvudstaden Nanjing. Antalet invånare är 23 905. Befolkningen består av 11 964 kvinnor och 11 941 män. Barn under 15 år utgör 15,0 %, vuxna 15-64 år 71 %, och äldre över 65 år 12,0 %.
Runt Madian är det tätbefolkat, med 762 invånare per kvadratkilometer. Närmaste större samhälle är Taixing, 9,2 km sydost om Madian. Trakten runt Madian består till största delen av jordbruksmark.
Genomsnittlig årsnederbörd är 1 307 millimeter. Den regnigaste månaden är juli, med i genomsnitt 264 mm nederbörd, och den torraste är januari, med 34 mm nederbörd.